# 900 Rosalinde
900 Rosalinde је астероид главног астероидног појаса са пречником од приближно 18,78 .
Афел астероида је на удаљености од 2,873 астрономских јединица (АЈ) од Сунца, а перихел на 2,074 АЈ. 
Ексцентрицитет орбите износи 0,161, инклинација (нагиб) орбите у односу на раван еклиптике 11,561 степени, а орбитални период износи 1421,593 дана (3,892 године). 
Апсолутна магнитуда астероида је 11,74 а геометријски албедо 0,100.
Астероид је откривен 10. августа 1918. године.